# Euphorbia comosa
Euphorbia comosa är en törelväxtart som beskrevs av Vell.. Euphorbia comosa ingår i släktet törlar, och familjen törelväxter. Inga underarter finns listade i Catalogue of Life.